# O-sukcinilbenzoatna sintaza
O-sukcinilbenzoatna sintaza (EC 4.2.1.113, o-sukcinilbenzojevo kiselinska sintaza, OSB sintaza, OSBS, 2-sukcinilbenzoatna sintaza, MenC) je enzim sa sistematskim imenom (1R,6R)-6-hidroksi-2-sukcinilcikloheksa-2,4-dien-1-karboksilat hidrolijaza (formira 2-sukcinilbenzoat). Ovaj enzim katalizuje sledeću hemijsku reakciju
(1)-6-hidroksi-2-sukcinilcikloheksa-2,4-dien-1-karboksilat {\displaystyle \rightleftharpoons } 2-sukcinilbenzoat + H2O
Ovaj enzim pripada enolaznoj superfamiliji.

## Literatura
- Nicholas C. Price; Lewis Stevens (1999). Fundamentals of Enzymology: The Cell and Molecular Biology of Catalytic Proteins (Third изд.). USA: Oxford University Press. ISBN 019850229X.
- Eric J. Toone (2006). Advances in Enzymology and Related Areas of Molecular Biology, Protein Evolution (Volume 75 изд.). Wiley-Interscience. ISBN 0471205036.
- Branden C; Tooze J. Introduction to Protein Structure. New York, NY: Garland Publishing. ISBN 0-8153-2305-0.
- Irwin H. Segel. Enzyme Kinetics: Behavior and Analysis of Rapid Equilibrium and Steady-State Enzyme Systems (Book 44 изд.). Wiley Classics Library. ISBN 0471303097.

## Spoljašnje veze
- O-succinylbenzoate+synthase на 